# 排擠
社交排斥，也就是一般所謂的排擠，是指故意将个体拒於社交關係和社會互動之外的行为。
社交排斥涵蓋人際關係上的拒絕、同儕拒絕、排擠、告白被拒絕、家庭隔閡等。社交拒絕既可发生在个人与个人之间，也可以发生在群体与个人之间。社交拒絕可以通过霸凌、嘲讽等主動的方式进行，也可以通过故意无视等冷暴力行为被动产生。
虽然人类是社会动物，社交拒絕的情况仍然在所难免。但当维持一段关系很重要时，若社交拒絕持续存在或者愈演愈烈，就很可能引发一系列的问题。如果是一群人社交拒絕一个人，就可能引发社交孤立。
拒絕社交對於被拒絕的人會造成諸多心理甚至生理上的健康問題，也會造成社會成本，據估計，光是在英國，每個被排除、孤立的人，平均會對整個社會造成37,000英鎊的損失，且這個數字可能還是被嚴重低估的。

## 拒绝敏感性
卡伦·霍尼是第一位讨论拒绝敏感现象（rejection sensitivity）的理论家。她认为这是神经质人格的一部分，是对最轻微的拒绝感到深切的焦虑和羞辱的倾向。例如，仅仅被迫等待也可能被视为一种拒绝，并引发极端的愤怒和敌意。
阿尔伯特·梅拉比安开发了一种早期的拒绝敏感性问卷测量方法。梅拉比安认为，敏感的个体不愿表达意见，倾向于避免争论或有争议的讨论，不愿提出请求或对他人施加压力，容易受到他人负面反馈的伤害，并倾向于过分依赖熟悉的他人和情境，以避免遭到拒绝。
更近期（1996年）对拒绝敏感性的定义是“焦虑地期待、迅速察觉并对社交拒绝过度反应”的倾向。人们在感知和对拒绝做出反应的准备程度上存在差异。拒绝敏感性个体差异的原因尚不十分清楚。由于拒绝敏感性与神经质之间的关联，很可能存在遗传倾向。拒绝敏感性忧郁症虽然不是正式的诊断，但也是注意力缺陷多动障碍的常见症状，估计影响多数ADHD患者。还有人认为拒绝敏感性源于早期的依恋关系和父母的拒绝；同伴的拒绝也被认为起着作用。欺凌，一种极端形式的同伴拒绝，可能与后期的拒绝敏感性有关。然而，这些理论都没有确凿的证据。